# Genestaza
Genestaza (oficialmente en asturiano: Xinestaza) es una aldea y una parroquia española del concejo de Tineo, en Asturias.

## Geografía
La parroquia está situada al sur del concejo.

## Historia
Hacia mediados del siglo XIX, la parroquia, ya por entonces perteneciente al municipio de Tineo, tenía contabilizada una población de 437 habitantes. Aparece descrita en el octavo volumen del Diccionario geográfico-estadístico-histórico de España y sus posesiones de Ultramar de Pascual Madoz con las siguientes palabras:

GENESTAZA (Sta. Maria): felig. en la prov. y dióc. de Oviedo (11 leg.), part. jud. de Cangas de Tineo (2), ayunt. de Tineo (2 1/2). sit. en la parte mas meridional del concejo y en una especie de ángulo que limita con los ayunt. de Cangas, Miranda y Somiedo. La combaten todos los vientos, y goza de clima sano. Tiene unas 40 casas distribuidas en los l. de Brañueta, Campas, Fresno, Genestaza, Tornos, Troncada y Zorera. La igl. parr. (Ntra. Sra. del Rosario), está servida por un cura de ingreso y patronato laical. Confina el térm. N. felig. de Tuña; E. la de Santullano, en el ayunt. de Somiedo; S. la de Ambres en el de Cangas, y la de Cuevas en el de Miranda, y por O. con la de Mieldes en el espresado ayunt. de Cangas. El terreno es montañoso y quebrado; entre los encumbrados cerros que hay por todas direcciones es notable uno por los continuos desplomes que sufre, ocasionando muchos daños á consecuencia de la gran cantidad de piedra que se desprende del mismo, la cual obliga á las veces al r. Tuña á variar de cáuce, y aun al Narcea: dicho r. Tuña se forma en el l. de este nombre con la reunion de los riach. Tajerna y Genestaza que nacen en la braña de los Cardabales, y corren por espacio de 2 leg. hácia el N., donde verifican su confluencia en el indicado l. Tambien baja por el l. de Zorera un arroyo, el cual por efecto de los desplomes del referidomonte, forma un pozo muy hondo, donde se crian anguilas y trucha de gran volúmen. Los caminos son locales y malos. El correo se recibe de Cangas de Tineo. prod.: cereales, legumbres, hortaliza, mucho arbolado y pastos: se cria ganado vacuno, de cerda, lanar y  cabrio; hay caza mayor y menor, y muchos lobos que hacen grandes daños en los ganados. pobl.: 38 vec., 437 alm. contr.: con su ayunt. (V.)
(Madoz, 1847, p. 345)

## Demografía
En 2024, la entidad colectiva de población de Genestaza tenía empadronados 31 habitantes, repartidos entre las entidades singulares de población de La Azorera (con 9), La Azorerina (despoblado), La Brañueta (con 2), Las Campas (con 5), Fresno (despoblado), Genestaza (con 5), La Piñera (despoblado), Solanos (con 1), Los Tornos (con 4) y La Troncada (con 5).